# MFÖ
Мажар-Фуат-Озкан (MFÖ) — турецька поп і рок-група також відома під своєю оригінальною назвою Мажар і Фуат. Склад колективу: Мажар Алансон, Фуат Гунер і Озкан Угур. Багато їхніх розважальних пісень стали хітами в Туреччині ("Ali Desidero", "Piskopatım") деякі їхні твори мають сатиричний характер ("Deli Deli", "Rüşvet"), інші мають більш духовний характер, виявляючи інтерес до суфізму ( "Суфі", "Атеш-і Ашка").
У 1965 році Мажар Алансон та Фуат Гюнер вперше зустрілися в магазині звукозаписів, коли Алансон побачив Гюнера із записом " Бітлз" у руці і запропонував тоді незнайомцю Гюнеру прослухати запис разом. Тоді Алансон і Гюнер почали працювати разом і грати в турецькому колективі Kaygısızlar, до якого входять інші відомі турецькі музиканти, такі як Алі Сердар, Семіх Оксай, Фікрет Кізілок і Бариш Манчо. Також граючи з Кайгисізларом, Озкан Угур почав працювати з іншими музикантами, такими як Еркін Корай, Ерсен ве Дадаслар і Курталан Експрес після того як покинув Kaygısızlar в 1971 році.
У 1971 році, Мажар Алансон та Фуат Гюнер записали єдиний альбом Mazhar-Fuat. Назва LP - Türküz Türkü Çağırırız. Після комерційного провалу цього LP, в 1976 році, Alanson і Güner сформували групу, İpucu Beşlisi, з Озкан Угур, Айхан Sicimoğlu і Galip Boransu, яка проіснувала до 1978 року.
У 1984 році MFÖ випустить свій перший LP Ele Güne Karşı Yapayalnız, який став справжнім хітом. Хоча  офіційно прийнято називати дату створення MFÖ  1971 рік, коли Оскан Угур вперше зіграв з Мажаром та Фуатом.

## Репутація
Тріо представляло Туреччину двічі на пісенному конкурсі Євробачення ; у 1985 році в Гетеборзі ( Швеція) вони посіли 14-е місце з Дідаєм Дідаєм Даєм, а в 1988 році в Дубліні, Ірландія, виконавши пісню Sufi, щоб закінчити 15-е місце. 
Відомі турецькі музиканти, такі як Sertab Erener, Feridun Düzağaç, Sezen Aksu, Gülben Ergen, Gripin, Hümeyra тощо, відігравали кавер MFÖ у своїх альбомах та концертах. 
Пітер Мерфі переклав пісню MFÖ "Buselik Makamına" як "Велике кохання крихітного дурня" англійською та включив її до студійного альбому та концертного альбому. 
МФО брав участь у багатьох кампаніях допомоги. Вони брали участь у благодійних акціях, особливо на вуличних тваринах, освіті, паралічі спинного мозку.

## Дискографія

### Студійні альбоми
- Ele Güne Karşı Yapayalnız (1984)
- Peki Peki Anladık (1985)
- Vak The Rock (1986)
- No Problem (1987)
- Geldiler (1990)
- Agannaga Rüşvet (1992)
- Dönmem Yolumdan (1992)
- MVAB (1995)
- АГУ (2006)
- Ve MFÖ (2011)
- Kendi Kendine (2017)[2]

### 45-ки та сингли
- Aşık Oldum (я закохався) / Didai Didai Dai (1985)
- Sufi (1988)[3]
- MFÖ (2003)
- Sude (з ER-SEEn) (2019)

### Компіляційні альбоми
- Найкраще з MFÖ (1989)
- Колекція (2003)
- MFÖ Box Set (2013)

### Концертні альбоми
- MFÖ Senfonik Konser (2007) [4]